# のっぽのトルケル

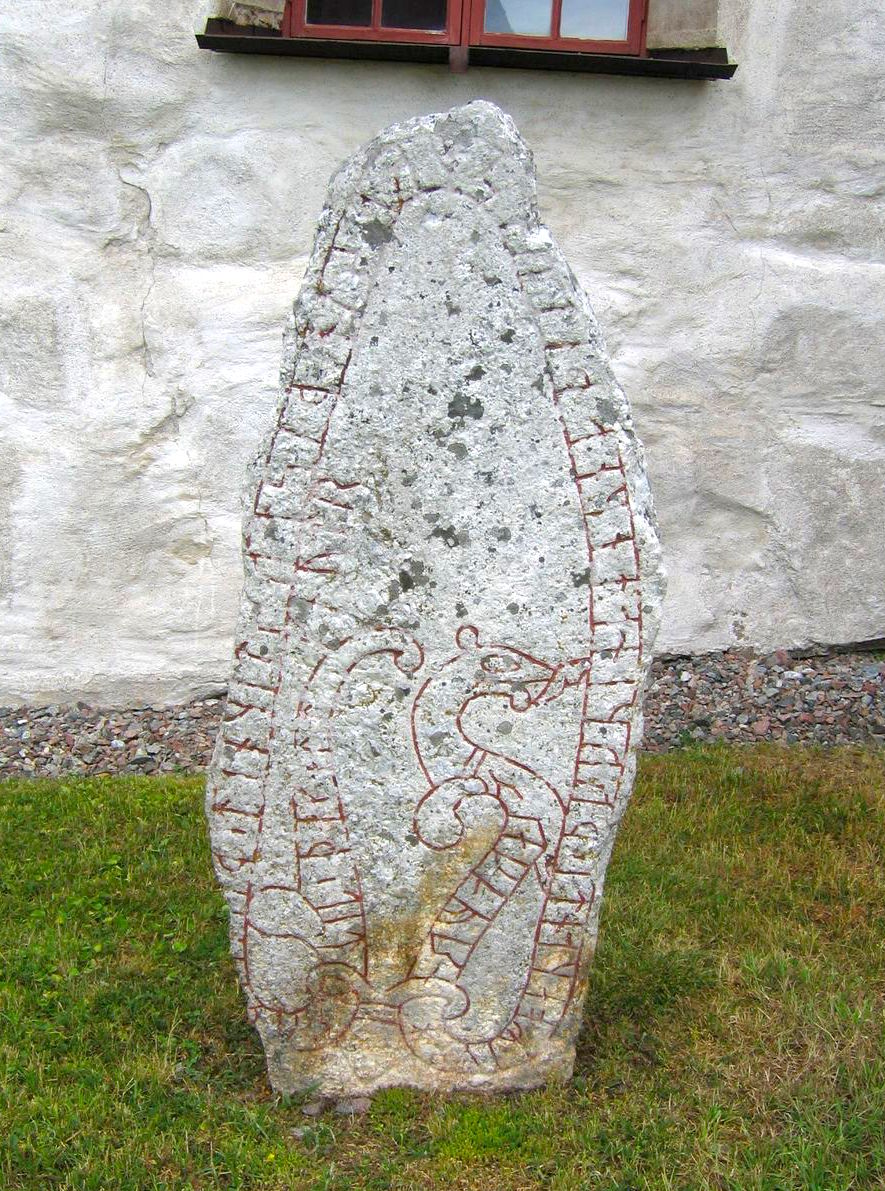
スウェーデンのウップランド地方のオルケスタにあるオルケスタ・ルーン石。ヴァイキングのウルフルが、のっぽのトルケルやスカグル・トステ、クヌート大王と共にイングランドからデーンゲルドを獲得した記念に建てた。

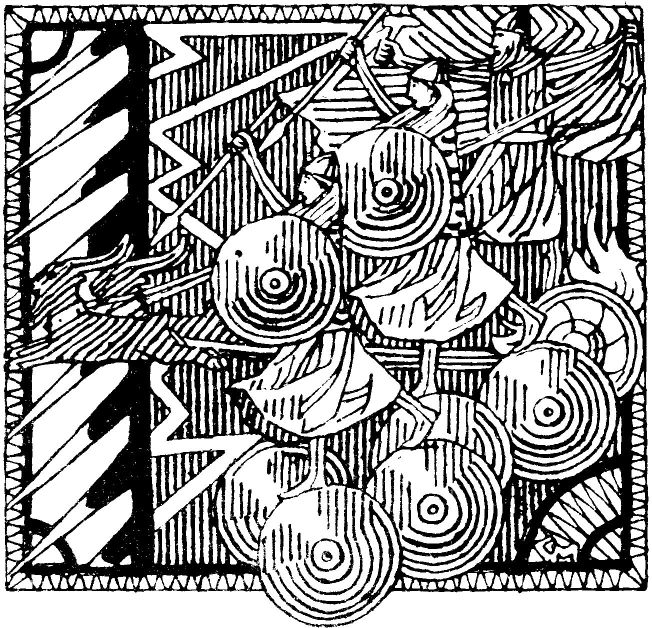
Hjørungavågの嵐(イェールハルド・ムンテ)

のっぽのトルケル（古ノルド語: Þorke(ti)ll inn hávi、ノルウェー語: Torkjell Høge、スウェーデン語: Torkel Höge、デンマーク語: Torkild den Høje、? - 1024年頃?）は、ヴォリン島のヨムスボルグ要塞を拠点とするヨムスヴァイキングの司令官を務め、後に伯爵にもなった人物。スコーネ地方の首長であるストルト・ハラルドの息子で、シグヴァルディ伯爵の兄弟。

## 生涯
生まれた場所も年代も不明。
986年、ヒョルンガヴァグルの戦いに参戦した。
1000年、スヴォルデルの戦いに参戦した。
1010年、イングランドを攻撃した。オーウェル川河口のイプスウィッチのナクトンに大軍で上陸し、現地軍を破った。
1011年、大量のデーンゲルドを受け取り帰国した。9月、トルケルとウィッフェン伯爵はカンタベリーを攻めた。都市は3週間耐えたが、古い大聖堂が焼け落ちた。トルケル軍はカンタベリーのアエルヘアー大司教を捕虜とした。アエルヘアーは地域を更に貧しくする事を望まず、身代金との交換を拒否した。その後、彼は宴会で酔ったトルケルの部下に殺害された。部下を制御出来なかったとして、トルケルと支持者は軍から追放された。
後にトルケル達はイングランド王のエゼルレッド2世に雇われた。
1013年、トルケルはデンマーク王のスヴェン1世と王子のクヌート1世を迎撃したが、破れて婚姻関係の有るノルマンディー公国に亡命した。
1014年、スヴェン1世が急死した。イングランドは侵略者のデンマーク人に反撃し、クヌート1世は征服を放棄した。エゼルレッド2世の軍は、平和を齎したヴァイキングを攻撃した。クヌート1世の従弟のヘミングは、エゼルレッド2世の軍に殺害された。トルケルとウィッフェンはデンマークに戻り、イングランドに入植した功績と、ヘミングの死をクヌート1世に伝えた。
1015年、トルケルとウィッフェンはクヌート1世と共にイングランドを再攻撃した。征服は成功し、トルケルは功績を讃えられて東アングリア伯爵になった。
1021年、理由は不明ながらトルケルとクヌートの関係が悪化し、トルケルは王に追放されてデンマークに戻った。しかしながらクヌートは後にトルケルの本国での影響力の強さから敵に回すのは得策でないと気づいたためか、1023年にトルケルと和解した。その結果、彼はデンマーク伯爵に任じられ、クヌートの息子のハーデクヌーズの養父としての親権を与えられた。しかし1年後にクヌートの義理の兄弟のウルフがデンマークの首領となったため、トルケルの支配は短いものに終わった 。
1023年以降のトルケルへの言及は存在せず、彼は歴史から姿を消した。これは、老いたために争いから身を引いて宮廷で余生を送ったか、王国を離れてヨムスボルグやスコーネ地方に戻った。またはデンマークの伯爵になってすぐの1024年頃に死んだものと思われる。

## 登場作品
- ヴィンランド・サガ：幸村誠が2005年から連載している漫画。

## 発展資料
- Hollander, Lee Milton (1955). The Saga of the Jómsvíkings. ISBN 978-0-292-77623-4